# Siège de Galway (1651-1652)
Pour les articles homonymes, voir Siège de Galway.
Conquête cromwellienne de l'Irlande
Batailles
- Drogheda
- Wexford
- Clonmel
- Limerick
- Waterford
- Galway

Le siège de Galway, port de l'ouest de l'Irlande, dura d'août 1651 à mai 1652 et s'inscrit dans le cadre de la conquête cromwellienne de l'Irlande. Galway était la dernière ville tenue par les forces catholiques irlandaises et sa chute marqua la fin des résistances organisées à la conquête de l’île par l’armée des Parlementaires.
Les forces anglaises étaient commandées par Charles Coote, un colon anglais qui avait déjà commandé les troupes parlementaires dans le nord-ouest de l’Irlande durant les guerres confédérées irlandaises. Galway était tenue par des soldats confédérés irlandais sous le commandement de Thomas Preston (1er vicomte de Tara) (en). Beaucoup d’entre eux s’étaient réfugiés à Galway après avoir échoué dans la défense de Waterford.
Les citoyens de Galway avaient payé pour renforcer les bastions défensifs de la ville durant les années 1640, ce qui rendait la ville très difficile à attaquer. Elle était entourée par le lough Corrib au nord ouest, le lough Atalia à l’est et la Baie de Galway au sud. Ainsi tous les assauts devaient se concentrer dans un étroit corridor au nord de la ville, permettant aux défenseurs de concentrer les troupes et leurs efforts sur ce point précis.
Coote, au courant de cette difficulté, décida, à son arrivée à Galway en août 1652, d’assiéger la ville au lieu de l’attaquer directement. Il installa ses lignes de siège entre les lough Atalia et Corrib et fit stationner la flotte des Parlementaires dans la Baie de Galway pour stopper tout approvisionnement de la ville par voie maritime. Toutefois la ville restait ouverte vers l’extérieur par son côté ouest et le général Richard O'Farrell (en) était stationné au Connemara avec 3 000 hommes de troupe.
En novembre 1651, après la chute de Limerick, Henry Ireton, le commandant en chef des troupes Parlementaires en Irlande, décida de faire la prise de Galway la priorité pour ses troupes. Il fit renforcer les troupes de Coote et resserra le blocus de la ville. Le siège dura encore sept mois avant la capitulation de Galway.
Ulick Burke, comte de Clanricarde, qui avait été nommé commandant suprême des forces catholiques en Irlande, essaya de rassembler une armée à Jamestown (en) dans le comté de Leitrim afin de soulager Galway, mais très peu de soldats répondirent à son appel. En mars 1652, lors d’une rencontre entre officiers irlandais et Clanricarde dans Galway, il fut décidé de commencer les négociations pour la capitulation.
Thomas Preston, le gouverneur militaire de Galway, accepta de la capitulation au nom de la ville le 12 mai 1652. Sa position était devenue impossible à tenir car la ville commençait à souffrir de la faim et la peste bubonique commençait à se répandre. Coote accepta que Preston puisse quitter libre l’Irlande avec la plus grande partie de ses soldats. Les vies et les biens des citoyens de Galway furent respectés par les Parlementaires pour la plus grande partie, mais les marchands catholiques de la ville, les « Tribus de Galway » eurent à payer de lourdes taxes et furent exclues du gouvernement municipal de Galway.

## Sources
- Padraig Lenihan, Confederate Catholics at War
- James Scot Wheeler, Cromwell in Ireland